# Wybory generalne w Boliwii w 2005 roku
Wybory generalne w Boliwii w 2005 roku – wybory prezydenckie i parlamentarne w Boliwii przeprowadzone 18 grudnia 2005. Wybory wygrał Evo Morales (Ruch na rzecz Socjalizmu), który otrzymał 53,74% głosów poparcia. Morales został zaprzysiężony 22 stycznia 2006, na pięcioletnią kadencję. W wyborach parlamentarnych do Izby Deputowanych zdecydowanie wygrała partia MAS (72 z 130 mandatów). W izbie wyżej, Senacie przewagę jednego mandatu 13 do 12 uzyskała Demokratyczna i Socjalna Władza. Frekwencja wyborcza wyniosła 84,51%.

## Wyniki wyborów
| Partia                                | Kandydat                          | Głosy     | %     | Mandaty           | Mandaty | Mandaty | Mandaty |
| Partia                                | Kandydat                          | Głosy     | %     | Izba Deputowanych | +/–     | Senat   | +/–     |
| ------------------------------------- | --------------------------------- | --------- | ----- | ----------------- | ------- | ------- | ------- |
| Ruch na rzecz Socjalizmu              | Evo Morales                       | 1 544 374 | 53,74 | 72                | 45      | 12      | 4       |
| Demokratyczna i Socjalna Władza       | Jorge Quiroga Ramírez             | 821 745   | 28,59 | 43                | 39      | 13      | 12      |
| Front Jedności Narodowej              | Samuel Doria Medina               | 224 090   | 7,80  | 8                 | —       | 1       | —       |
| Rewolucyjny Ruch Nacjonalistyczny     | Michiaki Nagatani Morishita       | 185 859   | 6,47  | 7                 | –       | 1       | –       |
| Ruch Pachakuti                        | Felipe Quispe                     | 61 948    | 2,16  | 0                 | 6       | 0       | 0       |
| Nowa Siła Republikańska               | Gildo Angulo Cabrera              | 19 667    | 0,68  | 0                 | 25      | 0       | 2       |
| Agrarny Front Patriotyczny            | Eliceo Rodríguez Pari             | 8 737     | 0,30  | 0                 | –       | 0       | –       |
| Społeczny Związek Pracowników Boliwii | Néstor García Rojas               | 7 381     | 0,26  | 0                 | –       | 0       | –       |
| Nieważne/puste głosy                  | Nieważne/puste głosy              | 228 616   | –     | –                 | –       | –       | –       |
| Razem                                 | Razem                             | 3 102 417 | 100   | 130               | 0       | 27      | 0       |
| Zarejestrowani wyborcy/frekwencja     | Zarejestrowani wyborcy/frekwencja | 3 671 152 | 84,51 | –                 | –       | –       | –       |
| Źródło: IFES, IFES                    |                                   |           |       |                   |         |         |         |